# Thomas Hagn
Thomas Hagn (Freising, 1995. február 28. –) német utánpótlás válogatott labdarúgó, aki jelenleg az SpVgg Unterhaching játékosa.

## Pályafutása

### Klubcsapatban
Pályafutását a SE Freising, a TSV Allershausen  és Bayern München akadémiáján kezdte, majd 2014 nyarán a SpVgg Unterhaching akadémiájához csatlakozott. A második csapatban 3 alkalommal lépett pályára, majd állandó kerettagja lett az első csapatnak.

### A válogatottban
2014-ben debütált a német U20-as labdarúgó-válogatottban és tagja volt a válogatottnak, amely részt vett a 2015-ös U20-as labdarúgó-világbajnokságon.

## Statisztika
| Klub információ       | Klub információ       | Klub információ       | Bajnokság | Bajnokság | Kupa      | Kupa      | Nemzetközi | Nemzetközi | Összesen | Összesen |
| Szezon                | Klub                  | Bajnokság             | Mérk.     | Gól       | Mérk.     | Gól       | Mérk.      | Gól        | Mérk.    | Gól      |
| Németország           | Németország           | Németország           | Bajnokság | Bajnokság | DFB-Pokal | DFB-Pokal | UEFA       | UEFA       | Összesen | Összesen |
| --------------------- | --------------------- | --------------------- | --------- | --------- | --------- | --------- | ---------- | ---------- | -------- | -------- |
| 2013–14               | Hoffenheim II         | Bayernliga Süd        | 3         | 0         | 0         | 0         | 0          | 0          | 3        | 0        |
| 2013–14               | SpVgg Unterhaching    | 3. Liga               | 2         | 0         | 0         | 0         | 0          | 0          | 2        | 0        |
| 2014–15               | SpVgg Unterhaching    | 3. Liga               | 27        | 1         | 0         | 0         | 0          | 0          | 27       | 1        |
| Összesen              | Németország           | Németország           | 32        | 1         | 0         | 0         | 0          | 0          | 32       | 1        |
| Karrier teljesítménye | Karrier teljesítménye | Karrier teljesítménye | 32        | 1         | 0         | 0         | 0          | 0          | 32       | 1        |